# Czesław Kaczmarek
Czesław Kaczmarek (ur. 16 kwietnia 1895 w Lisewie Małym, zm. 26 sierpnia 1963 w Lublinie) – polski duchowny rzymskokatolicki, biskup diecezjalny kielecki w latach 1938–1963.

## Życiorys

### Młodość i wykształcenie
Syn Józefa, młynarza i Franciszki Bronisławy z domu Rogińskiej. Sakrament chrztu został mu udzielony w kościele parafialnym w Gozdowie. Dzieciństwo spędził w Ligowie, gdzie w parafialnym kościele przyjął pierwszą komunię świętą.
Po ukończeniu szkoły wiejskiej wstąpił do seminarium nauczycielskiego w Wymyślinie (od 1997 część Skępego). W 1916, po otrzymaniu dyplomu ukończenia seminarium nauczycielskiego, udzielał prywatnych korepetycji, a następnie wstąpił do seminarium duchownego w Płocku. Przed przyjęciem święceń kapłańskich (20 sierpnia 1922) zgłosił się jako ochotnik do pomocy na tyłach frontu w wojnie polsko-bolszewickiej. Niedługo po otrzymanych święceniach i prymicjach został wysłany na studia uniwersyteckie w Lille, gdzie uzyskał tytuł doktora. Przebywając za granicą, swój czas poświęcił przede wszystkim pracy duszpasterskiej w środowisku emigracyjnym polskich robotników.
Powrócił do Polski w 1928. W diecezji płockiej objął urząd sekretarza Związku Młodzieży Polskiej Męskiej, a następnie został dyrektorem płockiego Diecezjalnego Instytutu Akcji Katolickiej. Był inicjatorem założenia w 1936 w Płocku Wieczorowego Uniwersytetu Wykształcenia Religijnego, który w 1938 przekształcono w Instytut Wyższej Kultury Religijnej.

### Objęcie biskupstwa
24 maja 1938 do biskupa Nowowiejskiego dotarła wiadomość o nominacji Czesława Kaczmarka na stanowisko biskupa diecezjalnego diecezji kieleckiej. Sakrę biskupią odebrał 4 września 1938 z rąk nuncjusza apostolskiego w Polsce Filippa Cortesiego, obok którego konsekratorami byli biskup diecezjalny łucki Adolf Szelążek oraz biskup pomocniczy płocki Leon Wetmański. Działalność biskupa była ściśle powiązana z działaniami ukierunkowanymi na korzyści społeczności diecezji kieleckiej. Polityka jego pracy duszpasterskiej była w pewnym stopniu kontynuacją zamierzeń realizowanych w diecezji płockiej, wyrazem tego była działalność w ramach Akcji Katolickiej.

### Lata II wojny światowej
3 września 1939 – zgodnie z postanowieniami wcześniejszej uchwały Episkopatu – ewakuował się w miejsce uznane za najbezpieczniejsze w diecezji tj. do klasztoru franciszkanów w Stopnicy. W połowie września złożył wizytę w kieleckim oflagu.
9 października 1939 odczytano jego list pasterski, w którym wzywał do posłuszeństwa wobec władz okupacyjnych: „Dlatego wzywam Was, żebyście, nasamprzód wierni świętym przykazaniom Boga i Kościoła, okazali się posłusznymi względem władz administracyjnych we wszystkim, co nie sprzeciwia się sumieniu katolickiemu i naszej polskiej godności”. Apel ten w czasach PRL-u interpretowano jako nawoływanie do współpracy z okupantem.
Był zaangażowany w działalność charytatywną, pomagał klerykom i księżom także spoza własnej diecezji, m.in. późniejszemu biskupowi lubelskiemu Piotrowi Kałwie. Popierał wyjazdy Polaków na roboty do Niemiec, uważając, że tam mają większe szanse przeżycia wojny. W maju 1940 w liście pasterskim napisał, iż „nie wolno nam nadstawiać ucha na podszepty podejrzanych ludzi, zwłaszcza gdy próbują wciągnąć młodzież do nieobliczalnych konspiracyjnych akcji”, co wzbudziło wiele kontrowersji.. Był przeciwnikiem akcji zbrojnych podziemia przeciwko Niemcom, gdyż uważał, że prowadzą jedynie do wykrwawienia się. Uważał, iż społeczeństwo powinno przeczekać okupację hitlerowską. Za swoją postawę został napiętnowany w „Biuletynie Informacyjnym AK”, a następnie w Sprawozdaniu Ministra Spraw Wewnętrznych w Londynie Stanisława Mikołajczyka w sprawie sytuacji w okupowanej Polsce w rozdziale Położenie kościoła katolickiego (Sprawozdanie nr 6/42, L. dz. K. 5006/42).

### Okres powojenny
Po zakończeniu okupacji niemieckiej, jesienią 1945 nawiązał zażyłe stosunki z ambasadorem Stanów Zjednoczonych Arthurem Blissem Lane’em. Ściągnęło to na Kaczmarka zainteresowanie funkcjonariuszy Ministerstwa Bezpieczeństwa Publicznego.
W początkach 1946 w drodze na Dolny Śląsk odwiedził Opole. Pozytywne wrażenie wywarły na nim nabożeństwa lokalnej ludności. Odprawił wówczas mszę pontyfikalną w Prudniku.
Po pogromie kieleckim (4 lipca 1946) powołał komisję do zbadania jego okoliczności. Przewodnictwo komisji objął ks. prof. Mieczysław Żywczyński. Ustalenia komisji stały się jedną z podstaw sporządzonego 1 września 1946 raportu, jaki Kaczmarek przedłożył ambasadorowi amerykańskiemu.

### Aresztowanie i proces
20 stycznia 1951, razem z Janem Danilewiczem, autorem raportu o pogromie kieleckim, został aresztowany pod zarzutami szpiegostwa na rzecz Stanów Zjednoczonych oraz Stolicy Apostolskiej, faszyzacji życia społecznego, nielegalnego handlu walutami i kolaboracji. Rzeczywistym powodem uwięzienia obu duchownych był raport o pogromie kieleckim, w którym odpowiedzialnością za wydarzenia zostały obarczone służby NKWD. W toku śledztwa obaj byli wielokrotnie torturowani w areszcie śledczym MBP. Podczas procesu w nagonkę na biskupa włączyli się tzw. księża patrioci oraz koncesjonowane przez władzę ruchy katolickie. Tadeusz Mazowiecki, redaktor naczelny „Wrocławskiego Tygodnika Katolików” opublikował artykuł krytykujący działalność biskupa. W dniach od 14 do 22 września 1953 w trakcie pokazowego procesu przyznał się do zarzucanych mu czynów. Osądzony i skazany na 12 lat więzienia za prowadzanie antypaństwowego i antyludowego ośrodka oraz „za kolaborację z Niemcami, usiłowanie obalenia ustroju PRL i propagandę na rzecz waszyngtońsko-watykańskich mocodawców”.

### Dalsza działalność
Na mocy postanowienia Naczelnej Prokuratury Wojskowej 8 lutego 1955 ze względów zdrowotnych udzielono mu półrocznego zwolnienia z odbywania kary. Mimo wielu pism ze strony biskupa i zapewnieniu władz o możliwości darowania reszty kary biskup został ponownie aresztowany i osadzony w mokotowskim więzieniu 3 lutego 1956. 7 maja 1956 Wojskowy Sąd Garnizonowy postanowił wobec więźnia zastosować amnestię, jednakże 17 maja doręczono mu wiadomość o przymusowym skierowaniu go na czas nieograniczony do klasztoru w Rywałdzie Królewskim. Wykończony chorobą oraz złymi warunkami biskup diecezjalny podjął samodzielną decyzję o wyjeździe 22 września 1956 do Warszawy, gdzie przebywał do 30 marca 1957, kiedy Naczelna Prokuratora Wojskowa wydała postanowienie o umorzeniu śledztwa w sprawie bpa Kaczmarka i współoskarżonych z nim osób z powodu braku dostatecznych dowodów. Czesław Kaczmarek wrócił do Kielc 2 kwietnia 1957.
W 1958 przeprowadził synod diecezjalny, dokonał reorganizacji administracyjnej diecezji; wspierał zgromadzenia zakonne.
9 czerwca 1959 rząd PRL zażądał od episkopatu usunięcia Kaczmarka z zajmowanego stanowiska, co spotkało się z odmową (episkopat uznał się za niekompetentny). Również papież tym naleganiom kategorycznie odmówił.
Władze PRL postanowiły zadać ostateczny cios, publikując w 1961 Zielony Zeszyt autorstwa byłego i ekskomunikowanego księdza Leonarda Świderskiego, w latach 1938–1942 sekretarza biskupa Kaczmarka i kanclerza kurii kieleckiej. Zawierał on uderzająco bulwersujące opisy z życia biskupa kieleckiego, przypisujące mu prowadzenie rozwiązłego trybu życia. Dwa lata później ukazały się kolejne publikacje Oglądały oczy moje oraz dalsza część Odmieni się jako orłowa młodość moja tego samego autora. W publikacjach autor powtórzył zarzuty postawione bpowi Kaczmarkowi podczas procesu we wrześniu 1953, nie zważając na to, że trzy lata później został on zrehabilitowany.

### Choroba i śmierć
Wyczerpanie fizyczne i psychiczne całego organizmu podczas wieloletniego śledztwa i więzienia nie pozostało bez wpływu na zdrowie biskupa. Zachorował na dusznicę bolesną, objawiającą się napadowymi bólami zamostkowymi, którym czasem towarzyszy uczucie zbliżającej się śmierci. Po kilku latach od uwolnienia, z powodu ciągle pogarszającego się zdrowia, wyjechał do Nałęczowa. Tam czuł się coraz gorzej. Dolegliwości sercowe zaczęły się nasilać. Pod opieką lekarzy został przewieziony do kliniki Akademii Medycznej w Lublinie.
Biskup Kaczmarek nie zdołał już powrócić do zdrowia. Nastąpiły kolejne zawały serca. Zmarł 26 sierpnia 1963.
Ani prymas Stefan Wyszyński, ani inni biskupi uczestniczący wówczas w konferencji w Częstochowie nie wzięli udziału w pogrzebie Czesława Kaczmarka. Obecny był natomiast biskup Karol Wojtyła.

## Odznaczenia, upamiętnienie
Postanowieniem prezydenta RP Lecha Kaczyńskiego z 7 listopada 2007 „za wybitne zasługi dla niepodległości Rzeczypospolitej Polskiej, za działalność duszpasterską i charytatywną” został pośmiertnie odznaczony Krzyżem Wielkim Orderu Odrodzenia Polski. Order przekazano 11 listopada tego samego roku na ręce biskupa kieleckiego bp. Kazimierza Ryczana podczas uroczystej mszy św. z okazji Narodowego Święta Niepodległości.
W 1990 biskup Kaczmarek został pośmiertnie uniewinniony i zrehabilitowany. W 1991 władze miejskie Kielc zmieniły nazwę ulicy Marcelego Nowotki, nadając jej imię Biskupa Czesława Kaczmarka.